# Fellines
Fellines es una entidad de población española del municipio de Viladasens, perteneciente a la provincia de Gerona, en la comunidad autónoma de Cataluña.

## Geografía
El nombre del lugar puede encontrarse mencionado con las formas Fallines y Fellines.

## Historia
A mediados del siglo XIX, el lugar, por entonces con ayuntamiento propio, tenía contabilizada una población de 106 habitantes. Aparece descrito en el octavo volumen del Diccionario geográfico-estadístico-histórico de España y sus posesiones de Ultramar de Pascual Madoz de la siguiente manera:

FALLINES: l. con ayunt. en la prov., part. jud. y dióc. de Gerona (3 leg.), aud. terr. y c. g. de Barcelona (22): sit. en la carretera de Gerona á la Junquera, entre la ermita de Sta. Ana y Arfá, con buena ventilacion y clima sano. Tiene una igl. parr. servida por un cura de ingreso. El térm. confina con Viladesens, Cerviá y Vilar. El terreno es llano, de mediana calidad; le fertiliza el r. Cinyana, y le cruza la mencionada carretera y otros caminos locales. El correo se recibe de la cap. prod.: trigo, aceite, vino y legumbres; cria algun ganado y caza de varias especies. pobl.: 20 vec., 106 alm. cap. prod.: 2.092,000. imp.: 52,300.
(Madoz, 1847, p. 17)

En 2023 la entidad singular de población de Fellines, perteneciente al municipio de Viladasens, tenía empadronados 54 habitantes.